# Cassure
 (novembre 2017).
Si vous disposez d'ouvrages ou d'articles de référence ou si vous connaissez des sites web de qualité traitant du thème abordé ici, merci de compléter l'article en donnant les références utiles à sa vérifiabilité et en les liant à la section « Notes et références ».

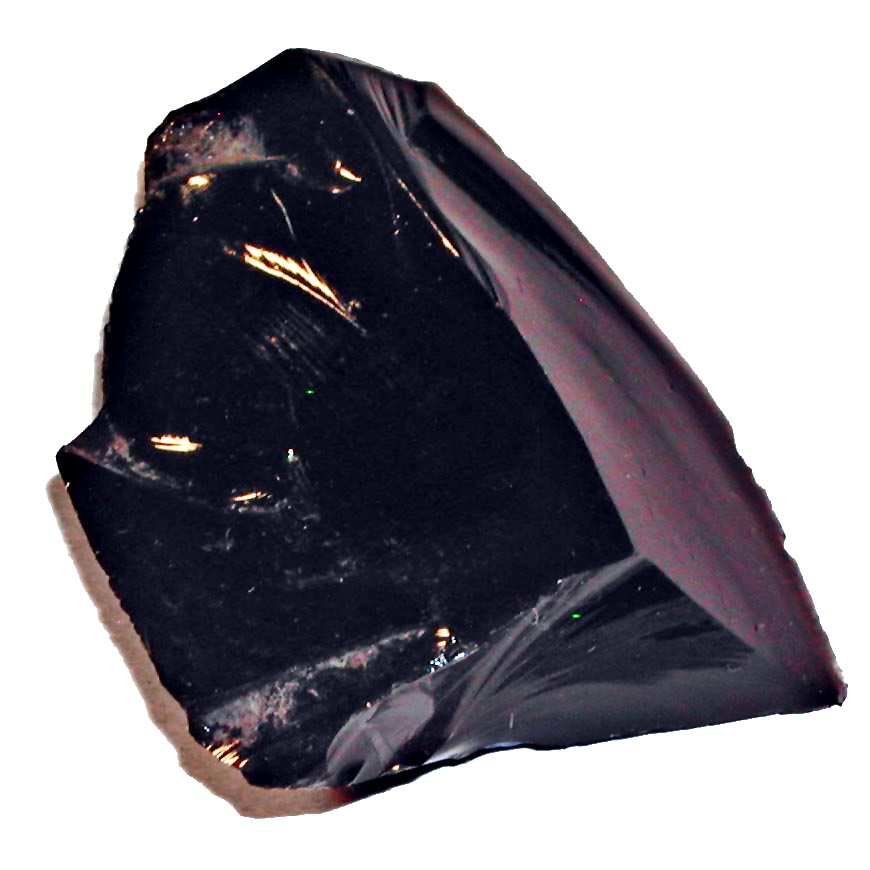
Cassure conchoïdale de l'obsidienne.

En minéralogie, la cassure désigne  l'aspect de la surface d'un minéral qui, après avoir été soumis à une contrainte, une percussion, se brise en présentant des surfaces de fractures irrégulières, dans des directions quelconques. Si les surfaces de fractures sont planes, dans des directions privilégiées, on parle de clivage.
Cassures et clivages sont liés à la structure cristalline des minéraux et sont des critères importants de détermination.
Tous les minéraux présentent des cassures, mais elles peuvent être difficiles à observer lorsque le clivage est facile dans plusieurs directions.
On distingue différents types de cassures :
- conchoïdale : cassure nette et brillante, comme le verre. La surface est onduleuse, les ondulations s'arrangeant concentriquement à partir du point de choc qui a produit la fracture (aspect d'un intérieur de coquillage). C'est la cassure typique du quartz, mais aussi de certaines roches vitreuses comme l'obsidienne.
- inégale
- rugueuse
- friable
- terreuse
- esquilleuse

Le terme anglais fracture est parfois employé pour désigner la cassure.